# Кадриково
Кадриково (баш. Ҡаҙырыҡ) — деревня в Бураевском районе Республики Башкортостан Российской Федерации. Входит в состав  Тангатаровского сельсовета. Кадрек

## География

### Географическое положение
Расстояние до:
- районного центра (Бураево): 38 км,
- центра сельсовета (Тангатарово): 6 км,
- ближайшей ж/д станции (Янаул): 106 км.

## Население
| 2002 | 2009 | 2010 |
| ---- | ---- | ---- |
| 17   | ↘9   | ↘7   |

Согласно переписи 2002 года, преобладающая национальность — русские (82 %).